# Monti Vulsini
Monti Vulsini este o arie protejată (arie specială de conservare — SAC, sit de importanță comunitară — SCI, arie de protecție specială avifaunistică — SPA) din Italia întinsă pe o suprafață de 2.389 ha, integral pe uscat.

## Localizare
Centrul sitului Monti Vulsini este situat la coordonatele 42°35′47″N 12°00′51″E / 42.596389°N 12.014167°E.

## Înființare
Situl Monti Vulsini a fost declarat sit de importanță comunitară în iunie 1995 pentru a proteja 13 specii de animale. Alte tipuri de protecție:
- arie de protecție specială avifaunistică (în octombrie 1999)[2]
- arie specială de conservare (în decembrie 2016)[1][3][4]

## Biodiversitate
Situată în ecoregiunea mediteraneană, aria protejată conține 4 habitate naturale: Pajiști uscate seminaturale și facies de acoperire cu tufișuri pe substraturi calcaroase (Festuco-Brometalia) (* situri importante pentru orhidee), Iazuri temporare mediteraneene, Pajiști carstice calcaroase sau bazofile, de Alysso-Sedion albi, Pseudostepă cu ierburi și specii anuale de Thero-Brachypodietea.
La baza desemnării sitului se află mai multe specii protejate:
- păsări (5): caprimulg (Caprimulgus europaeus), șerpar (Circaetus gallicus), ciocârlie de pădure (Lullula arborea), gaia neagră (Milvus migrans), viespar (Pernis apivorus)
- amfibieni (2): Salamandrina terdigitata, Triturus carnifex
- mamifere (2): liliacul mediteranean cu potcoavă (Rhinolophus euryale), liliacul mare cu potcoavă (Rhinolophus ferrumequinum)
- nevertebrate (2): croitorul mare al stejarului (Cerambyx cerdo), Coenagrion mercuriale
- pești (1): Rutilus rubilio
- reptile (1): țestoasă bănățeană (Testudo hermanni)

Pe lângă speciile protejate, pe teritoriul sitului au mai fost identificate 4 specii de plante, 1 specie de amfibieni, 5 specii de mamifere, 1 specie de reptile.